# Бојана Никитовић
Бојана Никитовић (Београд, 26. мај 1965) српски је костимограф. Радила је у сектору костима на филмским пројектима који су освојили Оскара за најбољу костимографију.

## Биографија
Њен отац је новинар Драган Никитовић а прадеда армијски генерал и министар Љубомир Марић.
Дипломирала је на Факултету примењених уметности 1989. Радила је као костимограф на преко сто представа и за неколико опера.
Као костимограф на филму, радила је на неколико дестина пројеката. Углавном је радила за италијанске продуценте. Никитовићева је радила као први асистент костимографа Милене Канонеро, добитнице Оскара за костим за филм Софије Кополе Марија Антоанета.
Никитовић је 2025. била номинована за награду Еми, за рад на пројекту „Дина: Пророчанство”.

## Награде и почасти
- Проглашена је за најбољег дизајнера костима у магазину Сцена за 1997, 1998. и 1999. г[3]
- Три Стеријине награде за рад дизајнера костима у позоришту (1993, 1994. и 2002.)[3]
- Наградуа YUSTAT-a за 1997.[3]
- Три награде Југословенског удружења примењених уметника и дизајнера[3]

## Одабрана театрографија
- Злочин и казна[3]
- Краљ Иби[3]
- Кир Јања[3]
- Богојављенска ноћ[3]
- Лажни цар Шћепан Мали[3]
- Филумена Мартурано[3]
- Коштана[3]
- Торил и Кресида[3]
- Пољубац жене паука[3]
- Идиот[3]
- Непројатељ народа[3]
- Уображени болесник[3]

## Одабрана филмографија
- Dune: Prophecy
- Harvest
- Desert Warrior
- Буди Бог с нама
- Hill of Vision
- Voyagers
- Extraction
- The Aftermath
- Whiskey Cavalier
- Krypton
- Papillon
- Unlocked
- Spark
- Underworld: Blood Wars
- Fallen
- The Forest
- The November Man
- The Assets
- Мамарош
- Добар дан да се умре мушки
- Ghost Rider: Spirit of Vengeance
- Cat Run
- Coriolanus
- До коске
- The Wolfman
- The Metropolitan Opera HD Live
- I Viceré
- Fade to Black
- Marie Antoinette
- The Life Aquatic with Steve Zissou
- Ilaria Alpi - Il più crudele dei giorni
- L'amore è cieco
- Народни посланик